# Nyslåttjärnarna (Ströms socken, Jämtland, 713242-147371)
Nyslåttjärnarna är en sjö i Strömsunds kommun i Jämtland och ingår i Ångermanälvens huvudavrinningsområde.